# Симмонс, Бобби
Бобби Симонс (англ. Bobby Simmons; род. 2 июня 1980[…], Чикаго, Иллинойс[…]) — американский профессиональный баскетболист, игравший на позиции лёгкого форварда. В сезоне 2004/2005 был признан самым прогрессирующим игроком НБА

## Ранние годы
После окончания средней школы Нила Ф. Симеона в Чикаго Симмонс три года играл в баскетбол за университет Де Пола. За три сезона он набирал в среднем 13.6 очка за игру, 7.5 подбора за игру и 2.2 передачи за игру.

## Профессиональная карьера

### Вашингтон Уизардс (2001–2003)
Симмонс был выбран во втором раунде (41-е место в общем зачете) драфта НБА 2001 года командой «Сиэтл Суперсоникс». 27 июня 2001 года права драфта Симмонса были проданы «Вашингтон Уизардс» в обмен на Предрага Дробняка.
11 сентября 2002 года, незадолго до начала сезона НБА 2002/03, «Уизардс» обменяли Симмонса в «Детройт Пистонс» вместе с Хьюбертом Дэвисом и Ричардом Гамильтоном на Джерри Стэкхауса, Брайана Кардинала и Ратко Варду. Он покинул «Пистонс» и 10 октября снова подписал контракт с «Уизардс».

### Лос-Анджелес Клипперс (2003–2005)
26 сентября 2003 года Симмонс на правах свободного агента подписал контракт с «Лос-Анджелес Клипперс».
У легкого форварда был прорыв в сезоне 2004/05 с «Клипперс», в котором он набирал в среднем 16.4 очка за игру. За свою игру он был награжден призом Самый прогрессирующий игрок НБА.

### Милуоки Бакс (2005–2008)
8 августа 2005 года Симмонс подписал контракт свободного агента с «Милуоки Бакс», вскоре после того, как был заключен новый коллективный договор. В его первый год в «Бакс» его очки, подборы и процент бросков снизились по сравнению с результатами «Клипперс». В 2006 году, из-за травмы лодыжки он пропустил весь сезон 2006/2007.

### «Нью-Джерси Нетс» (2008–2010)
26 июня 2008 года Симмонс вместе с И Цзяньлянь был обменян в «Нью-Джерси Нетс» в обмен на Ричарда Джефферсона, всего за несколько часов до драфта НБА того года. Хотя его сезон был не таким продуктивным, как раньше, ему все же удалось финишировать 5-м в лиге по проценту трёхочковых бросков.

### Сан-Антонио Спёрс (2010)
В сентябре 2010 года Симмонс подписал контракт с «Сан-Антонио Спёрс». Команда отказалась от него в ноябре после того, как он не забил в двух сыгранных играх.

### Рино Бигхорнс (2011–2012)
В марте 2011 года Симмонс подписал контракт с «Рино Бигхорнс» из Лиги развития НБА.

### Возвращение в «Клипперс» (2012)
27 февраля 2012 года «Лос-Анджелес Клипперс» подписали с Симмонсом 10-дневный контракт. 9 марта 2012 года он подписал второй 10-дневный контракт с «Клипперс». 24 марта 2012 года он подписал контракт на оставшуюся часть сезона. Последней игрой Симмонса в НБА стала 4-я игра полуфинала Западной конференции 2012 года против «Сан-Антонино Спёрс» 20 мая 2012 года. В своей последней игре Симмонс набрал 2 очка при 25% точных попаданий за 6.5 минут игрового времени. Это был последний матч сезона для «Клипперс», поскольку они проиграли игру со счетом 99:102 и проиграли серию.
В декабре 2012 года Симмонс сказал, что по-прежнему заинтересован в профессиональном баскетболе.

## Вне баскетбола
Симмонс и Лавель Сайкс основали магазин одежды в Чикаго под названием Succezz. Симмонс также владеет ночным клубом Society в Чикаго.

## Статистика

### Статистика в НБА
| Сезон                                                                                    | Команда     | Регулярный сезон | Регулярный сезон | Регулярный сезон | Регулярный сезон | Регулярный сезон | Регулярный сезон | Регулярный сезон | Регулярный сезон | Регулярный сезон | Регулярный сезон | Регулярный сезон | Серия плей-офф | Серия плей-офф | Серия плей-офф | Серия плей-офф | Серия плей-офф | Серия плей-офф | Серия плей-офф | Серия плей-офф | Серия плей-офф | Серия плей-офф | Серия плей-офф |
| Сезон                                                                                    | Команда     | GP               | GS               | MPG              | FG%              | 3P%              | FT%              | RPG              | APG              | SPG              | BPG              | PPG              | GP             | GS             | MPG            | FG%            | 3P%            | FT%            | RPG            | APG            | SPG            | BPG            | PPG            |
| ---------------------------------------------------------------------------------------- | ----------- | ---------------- | ---------------- | ---------------- | ---------------- | ---------------- | ---------------- | ---------------- | ---------------- | ---------------- | ---------------- | ---------------- | -------------- | -------------- | -------------- | -------------- | -------------- | -------------- | -------------- | -------------- | -------------- | -------------- | -------------- |
| 2001/02                                                                                  | Вашингтон   | 30               | 3                | 11,4             | 45,3             | 28,6             | 73,3             | 1,7              | 0,6              | 0,4              | 0,2              | 3,7              | Не участвовал  | Не участвовал  | Не участвовал  | Не участвовал  | Не участвовал  | Не участвовал  | Не участвовал  | Не участвовал  | Не участвовал  | Не участвовал  | Не участвовал  |
| 2002/03                                                                                  | Вашингтон   | 36               | 2                | 10,5             | 39,3             | 0,0              | 91,4             | 2,1              | 0,6              | 0,3              | 0,1              | 3,3              | Не участвовал  | Не участвовал  | Не участвовал  | Не участвовал  | Не участвовал  | Не участвовал  | Не участвовал  | Не участвовал  | Не участвовал  | Не участвовал  | Не участвовал  |
| 2003/04                                                                                  | Клипперс    | 56               | 8                | 24,6             | 39,4             | 16,7             | 83,4             | 4,7              | 1,7              | 0,9              | 0,3              | 7,8              | Не участвовал  | Не участвовал  | Не участвовал  | Не участвовал  | Не участвовал  | Не участвовал  | Не участвовал  | Не участвовал  | Не участвовал  | Не участвовал  | Не участвовал  |
| 2004/05                                                                                  | Клипперс    | 75               | 74               | 37,3             | 46,6             | 43,5             | 84,6             | 5,9              | 2,7              | 1,4              | 0,2              | 16,4             | Не участвовал  | Не участвовал  | Не участвовал  | Не участвовал  | Не участвовал  | Не участвовал  | Не участвовал  | Не участвовал  | Не участвовал  | Не участвовал  | Не участвовал  |
| 2005/06                                                                                  | Милуоки     | 75               | 74               | 33,8             | 45,3             | 42,0             | 82,5             | 4,4              | 2,3              | 1,1              | 0,3              | 13,4             | 5              | 5              | 31,8           | 33,3           | 41,7           | -              | 3,6            | 2,0            | 1,8            | 0,2            | 6,6            |
| 2007/08                                                                                  | Милуоки     | 70               | 21               | 21,7             | 42,1             | 35,1             | 75,7             | 3,2              | 1,1              | 0,7              | 0,1              | 7,6              | Не участвовал  | Не участвовал  | Не участвовал  | Не участвовал  | Не участвовал  | Не участвовал  | Не участвовал  | Не участвовал  | Не участвовал  | Не участвовал  | Не участвовал  |
| 2008/09                                                                                  | Нью-Джерси  | 71               | 44               | 24,4             | 44,9             | 44,7             | 74,1             | 3,9              | 1,3              | 0,7              | 0,1              | 7,8              | Не участвовал  | Не участвовал  | Не участвовал  | Не участвовал  | Не участвовал  | Не участвовал  | Не участвовал  | Не участвовал  | Не участвовал  | Не участвовал  | Не участвовал  |
| 2009/10                                                                                  | Нью-Джерси  | 23               | 2                | 17,2             | 35,9             | 31,7             | 90,0             | 2,7              | 0,7              | 0,7              | 0,1              | 5,3              | Не участвовал  | Не участвовал  | Не участвовал  | Не участвовал  | Не участвовал  | Не участвовал  | Не участвовал  | Не участвовал  | Не участвовал  | Не участвовал  | Не участвовал  |
| 2010/11                                                                                  | Сан-Антонио | 2                | 0                | 8,0              | 0,0              | 0,0              | -                | 0,0              | 1,0              | 0,0              | 0,0              | 0,0              | Не участвовал  | Не участвовал  | Не участвовал  | Не участвовал  | Не участвовал  | Не участвовал  | Не участвовал  | Не участвовал  | Не участвовал  | Не участвовал  | Не участвовал  |
| 2011/12                                                                                  | Клипперс    | 28               | 0                | 14,9             | 31,1             | 33,3             | 57,1             | 2,0              | 0,4              | 0,5              | 0,1              | 2,9              | 4              | 1              | 8,0            | 55,6           | 25,0           | -              | 0,3            | 0,0            | 0,0            | 0,0            | 2,8            |
|                                                                                          | Всего       | 466              | 228              | 24,7             | 43,7             | 39,6             | 82,3             | 3,8              | 1,5              | 0,8              | 0,2              | 9,0              | 9              | 6              | 21,2           | 37,3           | 37,5           | -              | 2,1            | 1,1            | 1,0            | 0,1            | 4,9            |
| Наведите курсор мыши на аббревиатуры в заголовке таблицы, чтобы прочесть их расшифровку. |             |                  |                  |                  |                  |                  |                  |                  |                  |                  |                  |                  |                |                |                |                |                |                |                |                |                |                |                |

### Статистика в Джи-Лиге
| Сезон                                                                                    | Команда       | Регулярный сезон | Регулярный сезон | Регулярный сезон | Регулярный сезон | Регулярный сезон | Регулярный сезон | Регулярный сезон | Регулярный сезон | Регулярный сезон | Регулярный сезон | Регулярный сезон | Серия плей-офф | Серия плей-офф | Серия плей-офф | Серия плей-офф | Серия плей-офф | Серия плей-офф | Серия плей-офф | Серия плей-офф | Серия плей-офф | Серия плей-офф | Серия плей-офф |
| Сезон                                                                                    | Команда       | GP               | GS               | MPG              | FG%              | 3P%              | FT%              | RPG              | APG              | SPG              | BPG              | PPG              | GP             | GS             | MPG            | FG%            | 3P%            | FT%            | RPG            | APG            | SPG            | BPG            | PPG            |
| ---------------------------------------------------------------------------------------- | ------------- | ---------------- | ---------------- | ---------------- | ---------------- | ---------------- | ---------------- | ---------------- | ---------------- | ---------------- | ---------------- | ---------------- | -------------- | -------------- | -------------- | -------------- | -------------- | -------------- | -------------- | -------------- | -------------- | -------------- | -------------- |
| 2010/11                                                                                  | Рино Бигхорнс | 10               | 8                | 35,8             | 52,8             | 32,5             | 84,4             | 9,2              | 2,2              | 1,3              | 0,3              | 15,4             | 5              | 5              | 34,9           | 41,5           | 7,7            | 95,5           | 6,2            | 0,8            | 0,6            | 0,6            | 13,2           |
| 2011/12                                                                                  | Рино Бигхорнс | 21               | 18               | 32,4             | 51,0             | 42,6             | 84,4             | 7,6              | 2,5              | 0,8              | 0,5              | 13,5             | Не участвовал  | Не участвовал  | Не участвовал  | Не участвовал  | Не участвовал  | Не участвовал  | Не участвовал  | Не участвовал  | Не участвовал  | Не участвовал  | Не участвовал  |
|                                                                                          | Всего         | 31               | 26               | 33,5             | 51,6             | 37,9             | 84,4             | 8,1              | 2,4              | 0,9              | 0,4              | 14,1             | 5              | 5              | 34,9           | 41,5           | 7,7            | 95,5           | 6,2            | 0,8            | 0,6            | 0,6            | 13,2           |
| Наведите курсор мыши на аббревиатуры в заголовке таблицы, чтобы прочесть их расшифровку. |               |                  |                  |                  |                  |                  |                  |                  |                  |                  |                  |                  |                |                |                |                |                |                |                |                |                |                |                |

### Статистика в NCAA
| Сезон | Команда | Conf  | Class | GP | GS | MPG  | FG%  | 3P%  | FT%  | RPG | APG | SPG | BPG | PPG  |
| --- | ------- | ----- | ----- | -- | -- | ---- | ---- | ---- | ---- | --- | --- | --- | --- | ---- |
| 1998/99 | Де Поль | CUSA  | FR    | 31 | 31 | 30,6 | 37,3 | 27,7 | 79,3 | 6,1 | 2,6 | 1,7 | 0,1 | 11,2 |
| 1999/00 | Де Поль | CUSA  | SO    | 33 | 33 | 30,6 | 46,1 | 32,6 | 75,9 | 7,9 | 1,6 | 1,5 | 0,3 | 13,1 |
| 2000/01 | Де Поль | CUSA  | JR    | 29 | 28 | 33,8 | 44,7 | 37,0 | 80,0 | 8,6 | 2,5 | 0,8 | 0,1 | 16,7 |
| Всего | Всего   | Всего | Всего | 93 | 92 | 31,6 | 42,8 | 33,1 | 78,3 | 7,5 | 2,2 | 1,3 | 0,2 | 13,6 |
| Наведите курсор мыши на аббревиатуры в заголовке таблицы, чтобы прочесть их расшифровку Статистика приведена с сайта sports-reference.com |         |       |       |    |    |      |      |      |      |     |     |     |     |      |